# 161
El año 161 (CLXI) fue un año común comenzado en domingo del calendario juliano, en vigor en aquella fecha.
En el Imperio romano el año fue nombrado el del consulado de César y Aurelio, o menos frecuentemente, como el 914 ab urbe condita, siendo su denominación como 161 a principios de la Edad Media, al establecerse el anno Domini.

## Acontecimientos
- Marco Aurelio y Lucio Vero, hijos (adoptivos) del emperador Antonino Pío, ejercen el consulado en el Imperio romano. La muerte de su padre el 7 de marzo les eleva a la categoría de coemperadores, tal y como Adriano había hecho prometer a Antonino Pío. Es la primera vez en el Imperio romano que dos personas comparten la dignidad imperial.[1]

## Nacimientos
- 31 de agosto: Marco Aurelio Cómodo. emperador romano.
- Liu Bei, fundador del reino chino de Shu.
- Liu Dai, general chino del reino de Wu.

## Fallecimientos
- 7 de marzo: Antonio Pío emperador de Roma.